# Sangoné Kandji
Pour les articles homonymes, voir Kandji.
Sangoné Kandji (née le 9 juin 1992) est une athlète sénégalaise, spécialiste du triple saut et du saut en longueur.

## Biographie
En 2017, elle remporte la médaille d'or du triple saut lors des Jeux de la solidarité islamique, à Bakou, en atteignant la marque de 13,05 m, nouveau record personnel. 
Elle obtient la médaille d'or du triple saut aux Championnats d'Afrique d'athlétisme 2022 à Saint-Pierre.

## Palmarès
| Date | Compétition                     | Lieu         | Résultat | Épreuve     | Temps   |
| ---- | ------------------------------- | ------------ | -------- | ----------- | ------- |
| 2009 | Championnats d'Afrique juniors  | Bambous      | 1re      | Longueur    | 5,82 m  |
| 2011 | Championnats d'Afrique juniors  | Gaborone     | 3e       | Longueur    | 5,59 m  |
| 2016 | Championnats d'Afrique          | Durban       | 7e       | Longueur    | 6,00 m  |
| 2016 | Championnats d'Afrique          | Durban       | 6e       | Triple saut | 12,98 m |
| 2016 | Jeux de la solidarité islamique | Bakou        | 1re      | Triple saut | 13,05 m |
| 2017 | Jeux de la Francophonie         | Abidjan      | 5e       | Triple saut | 13,05 m |
| 2017 | Jeux de la Francophonie         | Abidjan      | 10e      | Longueur    | 5,69 m  |
| 2017 | Universiade                     | Taipei       | 6e       | Triple saut | 12,92 m |
| 2022 | Championnats d'Afrique          | Saint-Pierre | 1re      | Triple saut | 13,76 m |

## Records
| Épreuve          | Performance | Lieu  | Date          |
| ---------------- | ----------- | ----- | ------------- |
| Triple saut      | 13,05 m     | Bakou | 16 mai 2017   |
| Saut en longueur | 6,19 m      | Dakar | 22 avril 2017 |